# Houlton (Maine, statisztikai település)
Houlton statisztikai település az Amerikai Egyesült Államok Maine államában, Aroostook megyében. Lakosainak száma 4743 fő (2020. április 1.).

## Népesség
A település népességének változása:

| 2010 | 4 856 |
| 2020 | 4 743 |